# Nasser Hashemi
Pour les articles homonymes, voir Hashemi.
Nasser Hashemi (en persan: ناصر هاشمی) est un acteur et auteur iranien. Né le 10 avril 1956 à Langrud, en Iran, il est le frère de Mehdi Hashemi.

## Filmographie
- Balhay-e Sepid (Ailes blanches)
- Samandoon (TV) (1995)
- Gozaresh yek ghatl (1987)

### Scénariste
- Morghabi-e vahshi (1991)